# Weststellingwerf

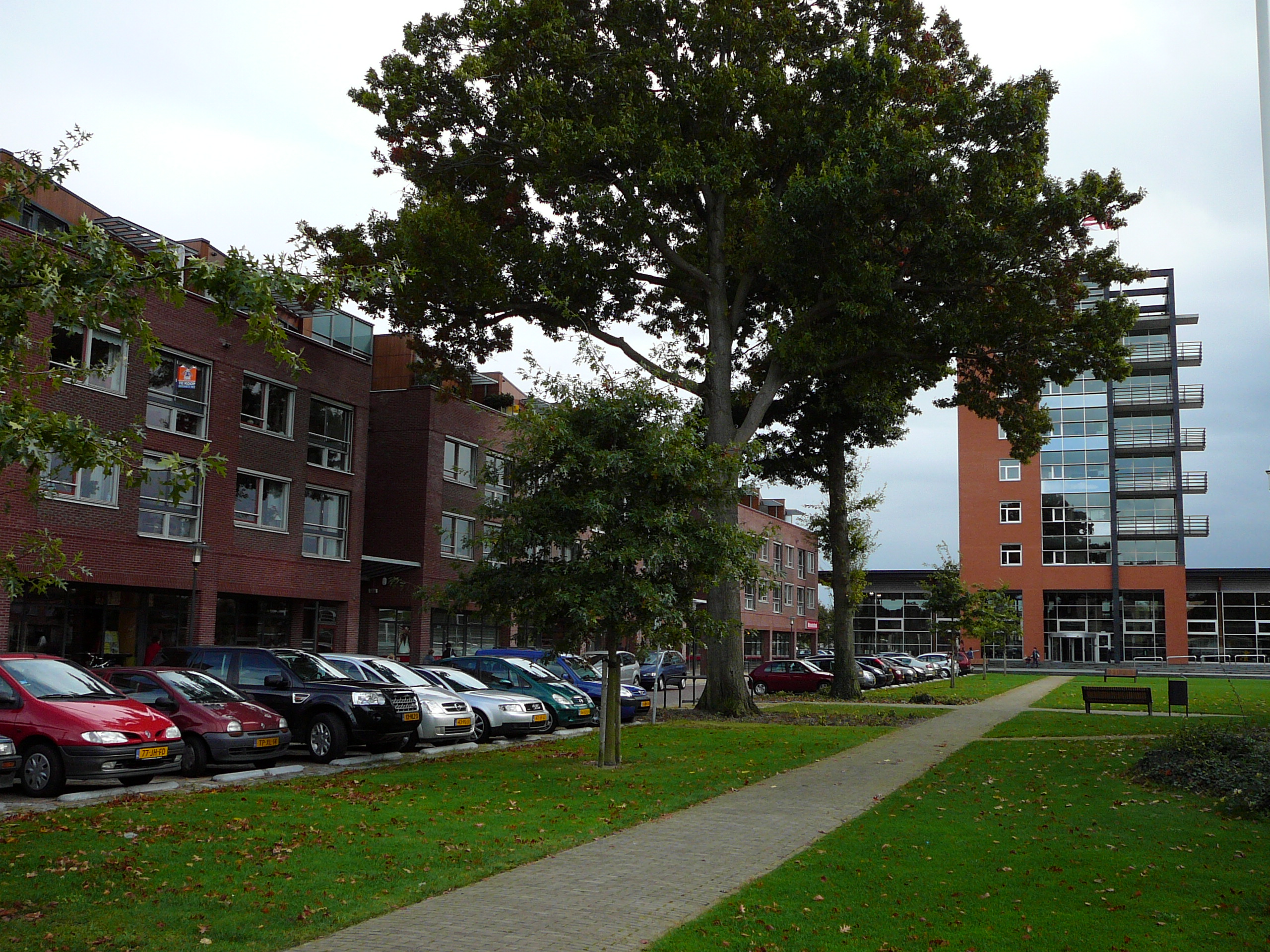
Stadshuset.

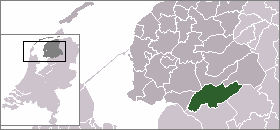
Weststellingwerfs läge

Weststellingwerf är en kommun i provinsen Friesland i Nederländerna. Kommunens totala area är 228,36 km² (där 6,19 km² är vatten) och invånarantalet är på 25 992 invånare (2005).